# Eleonora Łosiewicz
Eleonora Łosiewicz z domu Poplewska (ur. 24 stycznia 1910, zm. 13 kwietnia 2021) – polska superstulatka, w momencie poprzedzającym śmierć była drugą najstarszą żyjącą osobą w Polsce, najstarszą mieszkanką Wielkopolski i pierwszą w historii województwa wielkopolskiego superstulatką.
Eleonora Łosiewicz była również najstarszą mieszkanką Poznania. W momencie śmierci plasowała się w pierwszej 10 najstarszych osób w Polsce, w historii oraz 20 najstarszych zweryfikowanych Polaków w historii. 
Zmarła 13 kwietnia 2021 w Poznaniu, w wieku 111 lat i 79 dni. 24 kwietnia 2021 została pochowana na Cmentarzu Junikowskim w Poznaniu.